# De puinhopen van acht jaar Paars
De puinhopen van acht jaar Paars (en neerlandès: də ˈpœynoːpən vAn Aɣt jaːr ˈpaːrs, Les restes de vuit anys morats) és un llibre de temàtica política de no ficció publicat per l'analista polític i aspirant a legislador Pim Fortuyn el 2002, dos mesos abans del seu assassinat. Al llibre, Fortuyn criticava àcidament la coalició de govern "morat" als Països Baixos i el seu predecessor (tots dos formats pel Partit del Treball, el Partit Popular i el partit Demòcrates 66) en gairebé totes les àrees de les seves polítiques.
El llibre va acabar convertint-se en el primer i únic best-seller de Fortuyn, la carrera literària del qual mai havia aconseguit aquest nivell d'èxit anteriorment. Essent reimprès més de nou vegades, Puinhopen va acabar venent unes 270.000 còpies.
De puinhopen van acht jaar paars fou considerat per molts dels mitjans neerlandesos i pel mateix Pim Fortuyn com el manifest electoral oficial de la Llista Pim Fortuyn (de la qual Fortuyn era fundador i lijsttrekker), tot i que posteriorment Fortuyn es va retractar.